# アメリカン・ボード
アメリカン・ボード（英語：American Board of Commissioners for Foreign Missions）は、北米最初の海外伝道組織。日本語訳でアメリカ伝道評議会ともいう。会衆派、長老派、オランダ改革派などが加わった、無教派的な組織で、後に事実上会衆派の団体になる。

## 歴史
1620年、英国での国教会の迫害から逃れ、北アメリカのプリマスに入植したピューリタン(清教徒)は、インディアンと平和交渉を結び平和に共存しようとした。そして、インディアンへの伝道を試みた。厳格なニュー・イングランド・ピューリタニズムの人々はマサチューセッツ、コネチカット、ニューヨークに伝道会社を設立して、インディアンへの伝道を行った。
19世紀にマサチューセッツ州西北部にあるウィリアムズ大学の学生が、伝道について話しながら歩いていると、突然の雷雨に襲われて、納屋に避難して干草の上に座りながら話を続けた。納屋を出るときに自分たちが海外伝道に従事することを決意した（ヘイ・スタック運動）。
彼らは、ウィリアムズ大学を1806年に卒業、続いてアンドーヴァー神学校に入学して、宣教師になる訓練を積んでいた、1810年にマサチューセッツ会衆派教会牧師会が開催され、その時、その神学生たちはインディアン伝道だけではなく、インド伝道を志す決意を述べた。その、熱意に同意した牧師たちが、同年6月にアメリカン・ボード(American Board of Commissioners for Foreign Missions)を設立した。
1870年頃になると、長老派、バプテスト派、オランダ改革派、ドイツ改革派教会などが離脱し、実際上は会衆派のみの外国宣教機関になった。

## 年譜
- 1810年 - アメリカ合衆国で会衆派教会によって設立された。
- 1869年 - D・C・グリーン宣教師を神戸に派遣する。
- 1871年 - ディヴィス宣教師を派遣する。
- 1874年 - 新島襄が帰国して、グリーンやディヴィスらと共に1875年に同志社英学校を開校する。その設立の際にはアメリカン・ボードが援助をした。やがて、アメリカン・ボードの教会に同志社を卒業した伝道者が加わった。
- 1886年 - 日本組合基督教会の設立に協力した。
- 1961年 - 教会合同により米国合同教会世界宣教委員会（United Church Board of World Ministries, UCBWM）と改称。

## 主な所属宣教師
- D・C・グリーン（1869年）
- O・H・ギューリック（1871年）
- J.D.デイヴィス（1871年）
- M・L・ゴードン（1872年）
- J・L・アッキンソン（1873年）
- E・タルカット（1873年）
- 新島襄（1874年）
- J・H・デフォレスト（1874年）
- J・T・ギューリック（1875年）
- J・ダッドレー（1875年）
- D・W・ラーネッド（1876年）
- G・M・ローランド（1880年）
- E・L・コー
- S・L・ギューリック（1887年）
- コーネリア・ジャジソン（1887年）
- メリー・フローレンス・デントン（1888年）